# Andisòl

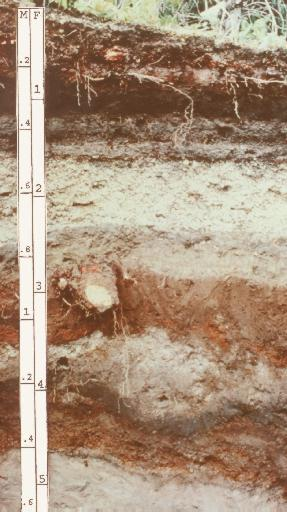
Perfil d'un andosòl

Andisòl (Andisol en la USDA soil taxonomy), són sòls que s'han format per la cendra volcànica i es defineixen per contenir una alta proporció de vidre i materials col·loidals amorfs, incloent al·lòfan, imogolita and ferrihidrita. En la classificació de la Base de Referència Mundial pels Recursos del Sòl, els andisòls reben el nom d'andosòls.
Pel fet de ser força joves, els andisòls típicament són sòls molt fèrtils excepte en els casos on el fòsfor hi està fixat.
Els andisòls ocupen un 1% de la superfície emergida de la Terra.
Els andisòls fòssils poden datar del Precambrià.